# Mixophyes hihihorlo
Mixophyes hihihorlo es una especie de anfibio anuro de la familia Myobatrachidae.

## Distribución geográfica
Esta especie es endémica de Papua Nueva Guinea. Fue descubierto a unos 430 m sobre el nivel del mar alrededor de Namosado en la Provincia de las Tierras Altas del Sur.

## Etimología
El nombre de esta especie, hihihorlo, es el nombre dado a esta especie por Etoro una tribu de Papúa Nueva Guinea.

## Publicación original
- Donnellan, Mahony & Davies, 1990 : A new species of Mixophyes (Anura: Leptodactylidae) and first record of the genus in New Guinea. Herpetologica, vol. 46, n.º 3, p. 266-274.[6]